# ميتوكلوبراميد
ميتوكلوبراميد (INN) تلفظ /ˌmɛtəˈklɒprəmaɪd/ هو دواء مضاد للقئ ومحرض حركي. بالتالي فهو يُستخدم في المقام الأول لعلاج الغثيان والقيء، وتسهيل إفراغ المعدة للمرضى الذين يعانون من خزل المعدة.
وهو متوفر تحت أسماء تجارية مختلفة مثل ماكسولون (شاير/فاليانت)، ريجلان (شفارتز فارما)، ديجان (ليك)، ماكسيران (سانوفي أفينتيس)، بريمبيران (سانوفي أفينتيس)، وبيلوميد (بوسنالييك).كانت تحميها الولايات المتحدة تحت براءة اختراع رقم (3177252) حتى 6 نيسان أبريل 1982.

## طريقة العمل
وُصف ميتوكلوبراميد لأول مرة من قبل د.لويس جوستين وسي لافيل في عام 1964. ويبدو أنه مرتبط ب مستقبلات الدوبامين D2 حيث انه مستقبل معارض، وأيضا 5-HT م3 مستقبل معارض/5 4 مستقبل معارض.
يرجع الفعل المضاد للقيء من ميتوكلوبراميد إلى نشاطه المعارض في مستقبلات D2 في منطقة زناد المستقبل الكيميائي (CTZ) في الجهاز العصبي المركزي (VNS)، هذا الإجراء يمنع الغثيان والقيء الناتج عن معظم المحفزات. عند تناول جرعات أعلى، قد يساهم نشاط المعارض 5-HT3 أيضا في التأثير المضاد للمقيئ.
النشاط المحرض من ميتوكلوبراميد يتم بوساطة النشاط الموسكاريني، نشاط المعارض D2، ونشاط المعارض 5-HT3. قد يسهم النشاط المحرض الحركي أيضا في التأثير المضاد للمقيئ.

## الاستخدام الطبي

### استخدامه كمضاد للقئ

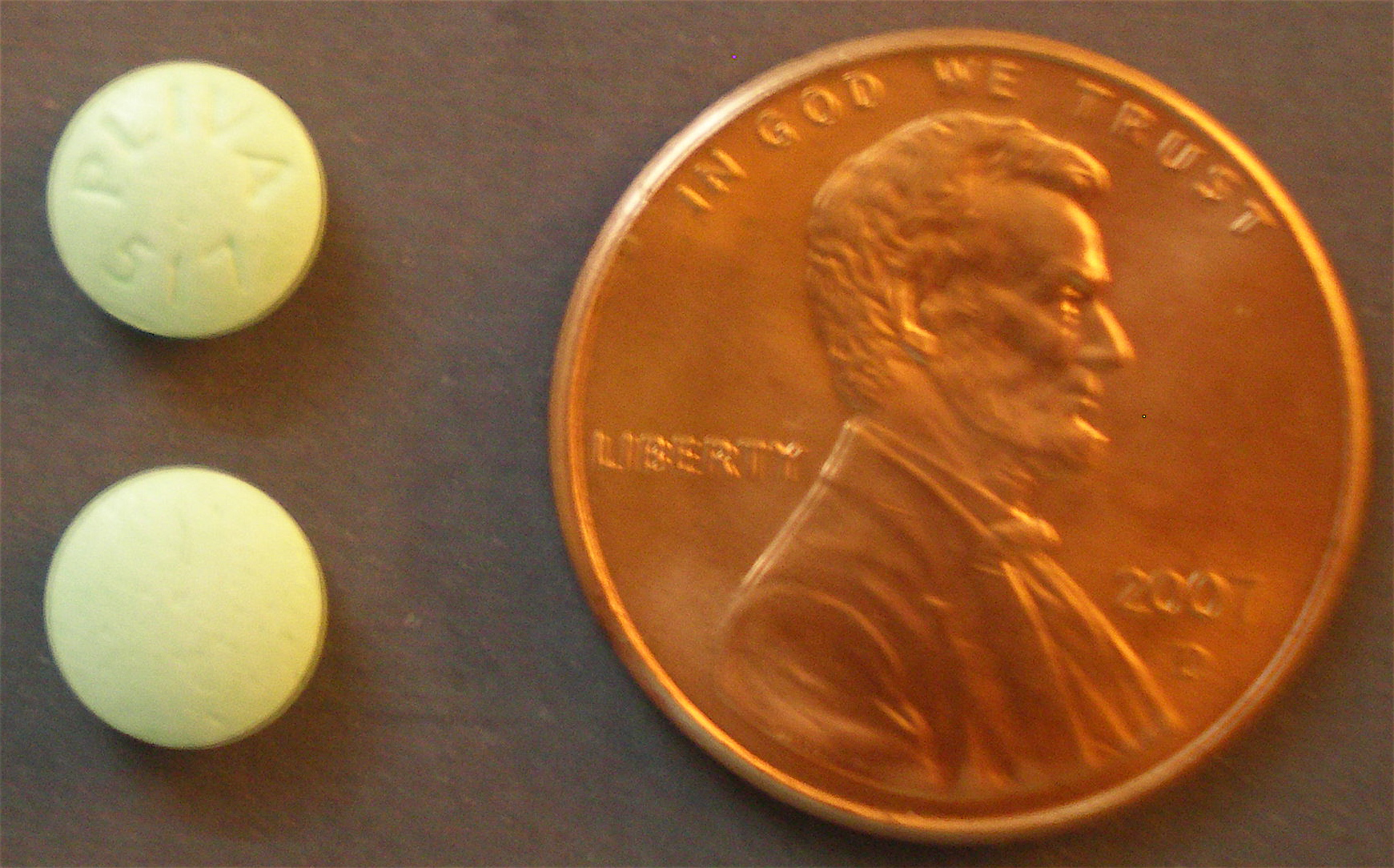
ميتوكلوبراميد 5mg أقراص (بليفا).يُستخدم

ميتوكلوبراميد عادة لعلاج الغثيان والقيء (التقيؤ) المرتبط بشروط مثل: عقاقير المساعدة على القيء، اليوريميا، مرض الإشعاع، الخبث، ألم الولادة، والعدوى.  كما أنه يستخدم في حد ذاته أو في توليفة مع الباراسيتامول (اسيتامينوفين) (باراسيتامول / ميتوكلوبراميد المتاح في المملكة المتحدة كباراماكس، وأستراليا كميتوماكس) أو الأسبرين (ميجراماكس) للتخفيف من الصداع النصفي.
ويعتبر غير فعال في حالات غثيان وقيء ما بعد الجراحة (PONV) بالجرعات القياسية، وغير فعال لعلاج داء الحركة.  في الغثيان والقيء المرتبطين بالعلاج الكيميائي للسرطان، حل محله الخصوم5-HT3 الأكثر فعالية (أوندانسيترون على سبيل المثال).

### استخدامه كمحرض حركي
يزيد ميتوكلوبراميد من تمعجات أمعاء الصائم والإثنا عشر، ويزيد من الانقباض والسعة للتقلصات في المعدة، ويريح مصرة البواب وبصلة الاثناعشر. هذه الآثار المحرضة للحركة تجعل ميتوكلوبراميد مفيد في علاج ركود المعدة (على سبيل المثال بعد عملية جراحية في المعدة أو خزل المعدة السكري)، وكمساعدة في الأشعة الجهاز الهضمي من خلال زيادة العبور لدراسات الباريوم، وكعامل مساعد في صعوبة التنبيب المعوي. كما أنه يستخدم في مرض ارتجاع المريء / غورد).

### إشارات أخرى
يستخدم ميتوكلوبراميد أحيانا لتحفيز تفتير الحليب عن طريق تثبيط عمل الدوبامين (وهرمون تثبيط البرولاكتين).ويمكن أن يستخدم أيضا في علاج الصداع النصفي في تحديد الألم الجلدي، حيث أنه أكثر فعالية من تريبتانز.

## موانع الاستعمال والاحتياطات
ممنوع استعمال ميتوكلوبراميد في حالة ورم القواتم. وينبغي استخدامه بحذر في حالة مرض باركنسون، باعتباره خصم للدوبامين، فإنه قد يزيد من سوء الأعراض. على المدى الطويل ينبغي تجنب استخدامه مع المرضى الذين يعانون من الاكتئاب المرضي لأنه قد يزيد من سوء حالتهم النفسية. كذلك يمنع استعماله في حالة اشتباه انسداد في الأمعاء.

### استخدامه في فترة الحمل
تم استخدام ميتوكلوبراميد في جميع مراحل الحمل مع عدم وجود أي دليل على وقوع ضرر على الأم أو الجنين. وجاء في دراسة استباقية على أطفال ولدوا لنساء إسرائيليات تعرضوا لميتوكلوبراميد أثناء الحمل، لم تجد أية أدلة على أن العقار يزيد من خطر التشوهات الخلقية، انخفاض الوزن عند الولادة، الولادة المبكرة، أو وفيات في فترة الولادة. 
يعبر ميتوكلوبراميد إلى حليب الثدي. 

## الآثار الضارة

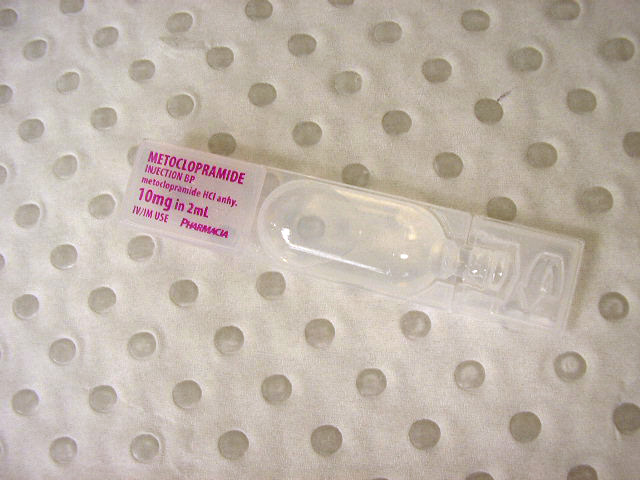
أمبولة بلاستيكية من ميتوكلوبراميد

تشمل ردود الفعل السلبية للعقار ما يلي: أرق، نعاس، دوار، إجهاد، و/ أو ردود فعل اضطراب حركي. وتشمل الآثار الندرة ما يلي: صداع، تأثيرات خارج هرمية مثل نوبة شخوص البصر، ارتفاع ضغط الدم، انخفاض ضغط الدم، زيادة في مستوى البرولاكتين في الدم تؤدي إلى ثر اللبن، الإسهال، و/أو الاكتئاب. أما الآثار النادرة لكنها خطرة فتشمل ما يلي: ندرة المحببات، عدم انتظام دقات القلب، فرط الالدوستيرونية، المتلازمة الخبيثة لدواء الذهان و/أو خلل الحركة المتأخر. ردود الفعل الخللية عادة ما يتم التعامل معها ب بينزتروبين أو بروسيكليدين.
يرتفع خطر الآثار خارج الهرمية في الشباب (أقل من 20 سنة) والأطفال، ومع الجرعات العالية من أو العلاج لفترات طويلة. قد يكون خلل الحركة المتأخر مستمر ولا شفاء منه في بعض المرضى. في عام 2009، طالبت منظمة الغذاء والدواء الأمريكية جميع مصنعي ميتوكلوبراميد إصدار تحذير الصندوق الأسود فيما يتعلق بخطر خلل الحركة المتأخر مع استخدام جرعة عالية أوادمان العقار.

## الاستخدام البيطري
يُستخدم ميتوكلوبراميد أيضا في الحيوانات. وهو يستخدم عادة لمنع القيء في القطط والكلاب. كما أنه يستخدم كحافز للأمعاء في الأرانب.

## للمزيد من المطالعة
- برينر جي إم. علم الصيدلة. لندن : البنك الدولي سوندرز و2000 ردمك 0-7216-7757-6
- رابطة الصيادلة الكنديون. خلاصة وافية للصيدلة والتخصصات. 25th أد. تورونتو : Webcom ؛ 2000. ردمك 0-919115-76-4